# 弗朗索瓦·热拉尔
弗朗索瓦·帕斯卡尔·西蒙·热拉尔（法語：François Pascal Simon Gérard，法語發音：[fʁɑ̃swa paskal simɔ̃ ʒeʁaʁ]；1770年3月12日—1837年1月11日），1809年封为热拉尔男爵（Baron Gérard），法国新古典主義历史画家、肖像画家和插畫家。作为雅克-路易·大卫的学生，他是法兰西第一帝国和波旁复辟时期的著名画家，是拿破仑一世时期的宫廷画师，之后为国王路易十八和查理十世的首席画师。不仅在法国，热拉尔在欧洲也享有盛誉。

## 图集

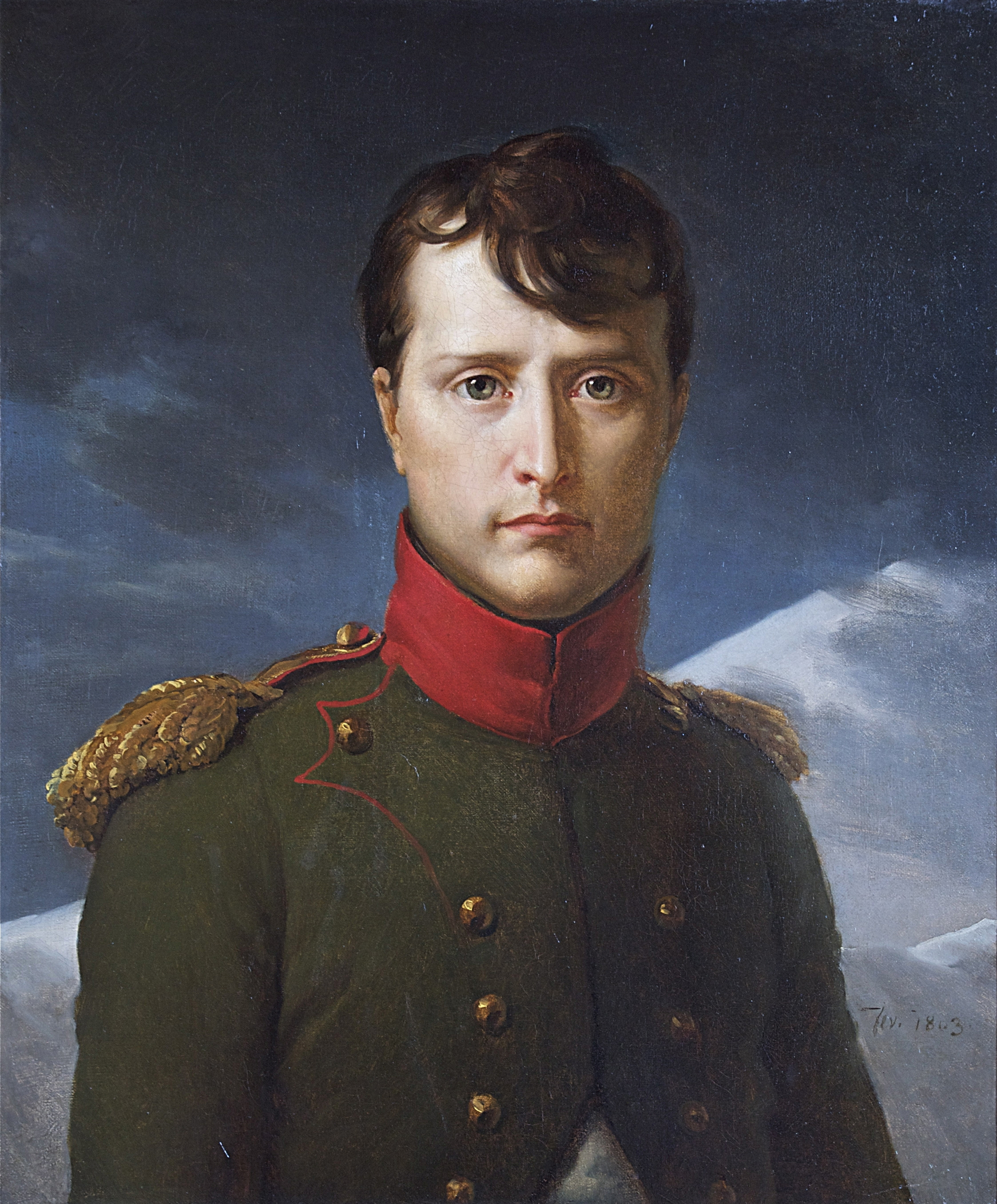
第一督政官拿破仑·波拿巴，1803年
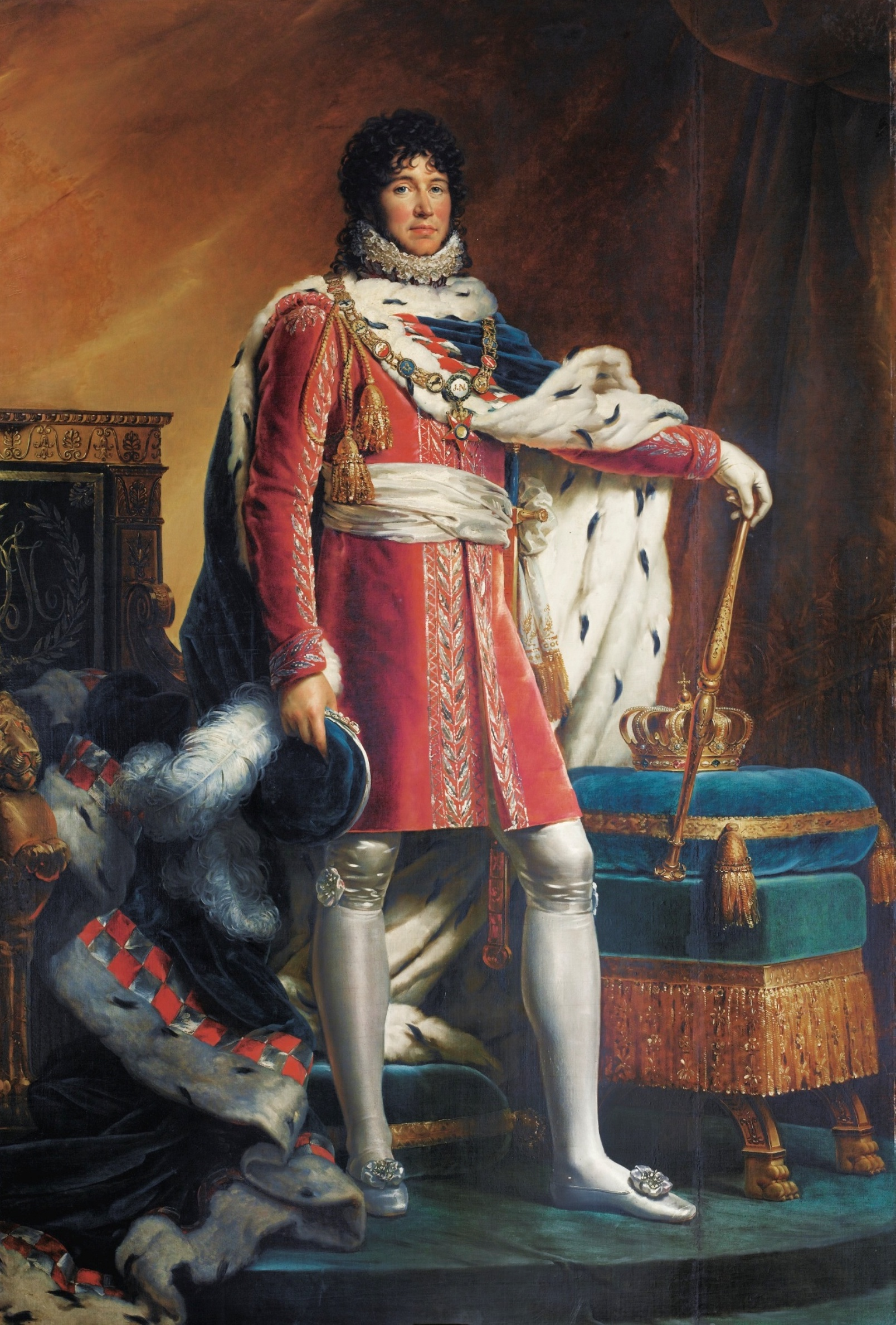
若阿尚·缪拉肖像，私人收藏
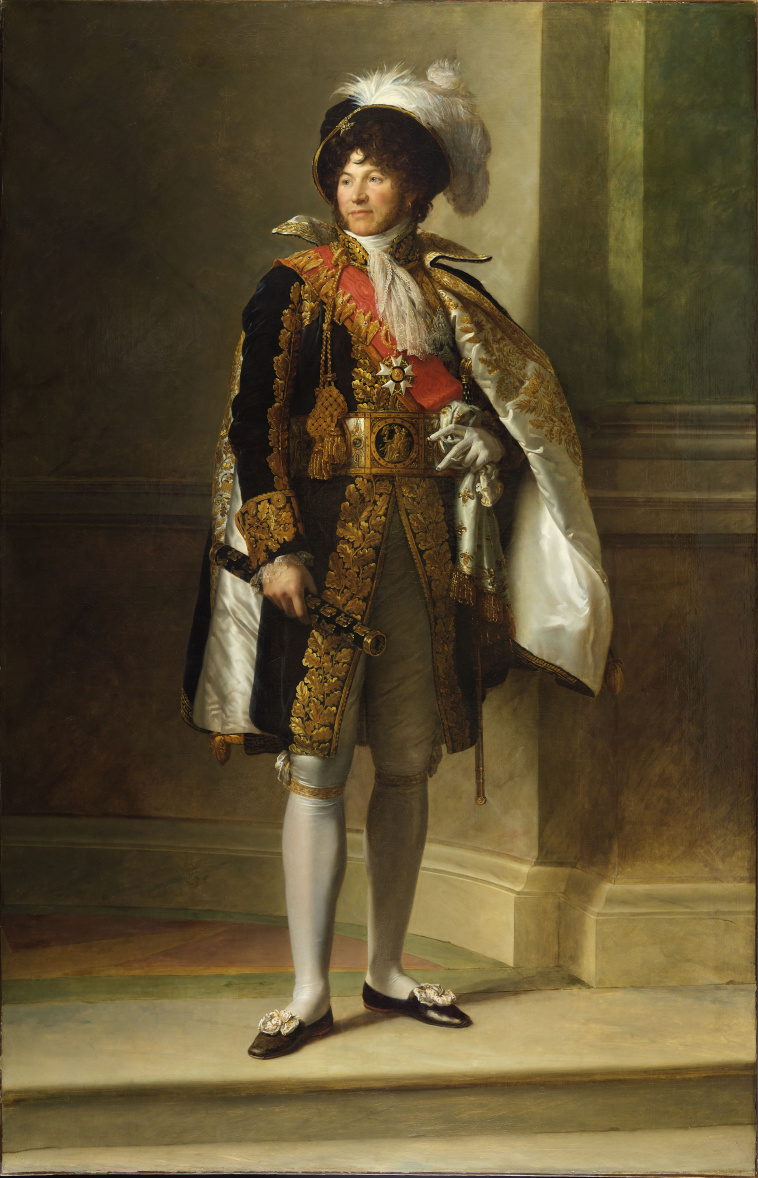
若阿尚·缪拉肖像
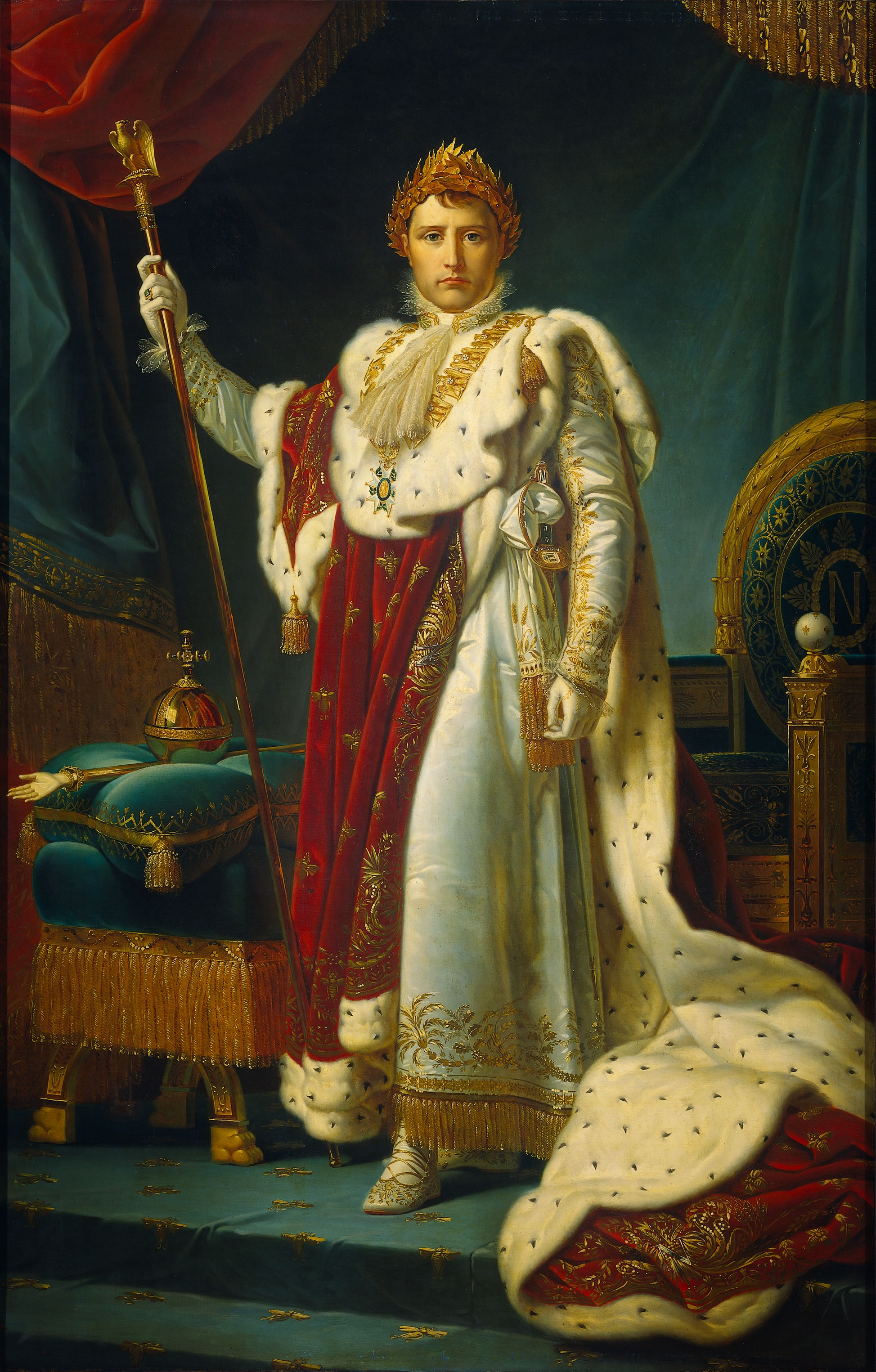
拿破仑一世皇帝肖像
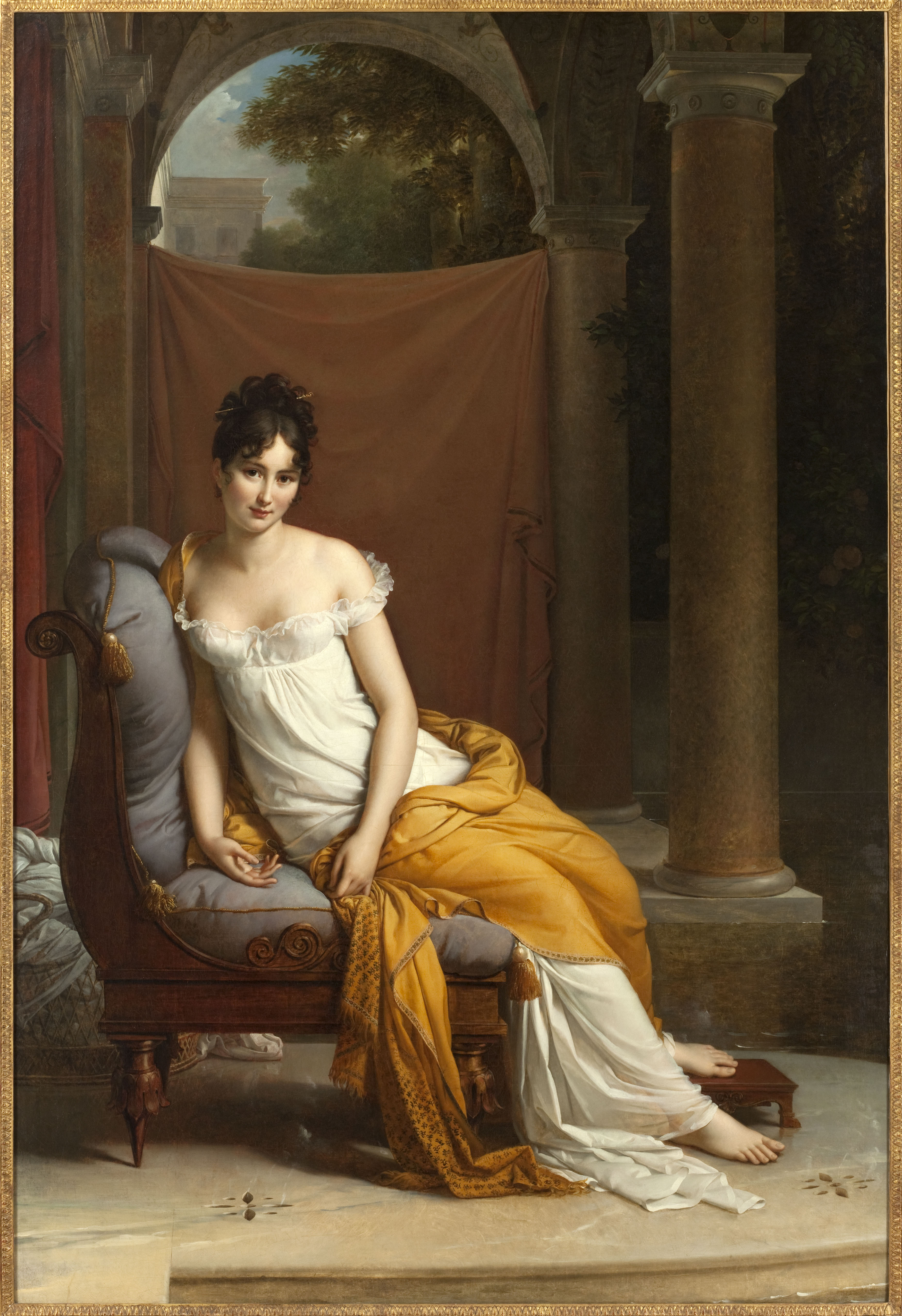
雷卡米耶夫人肖像
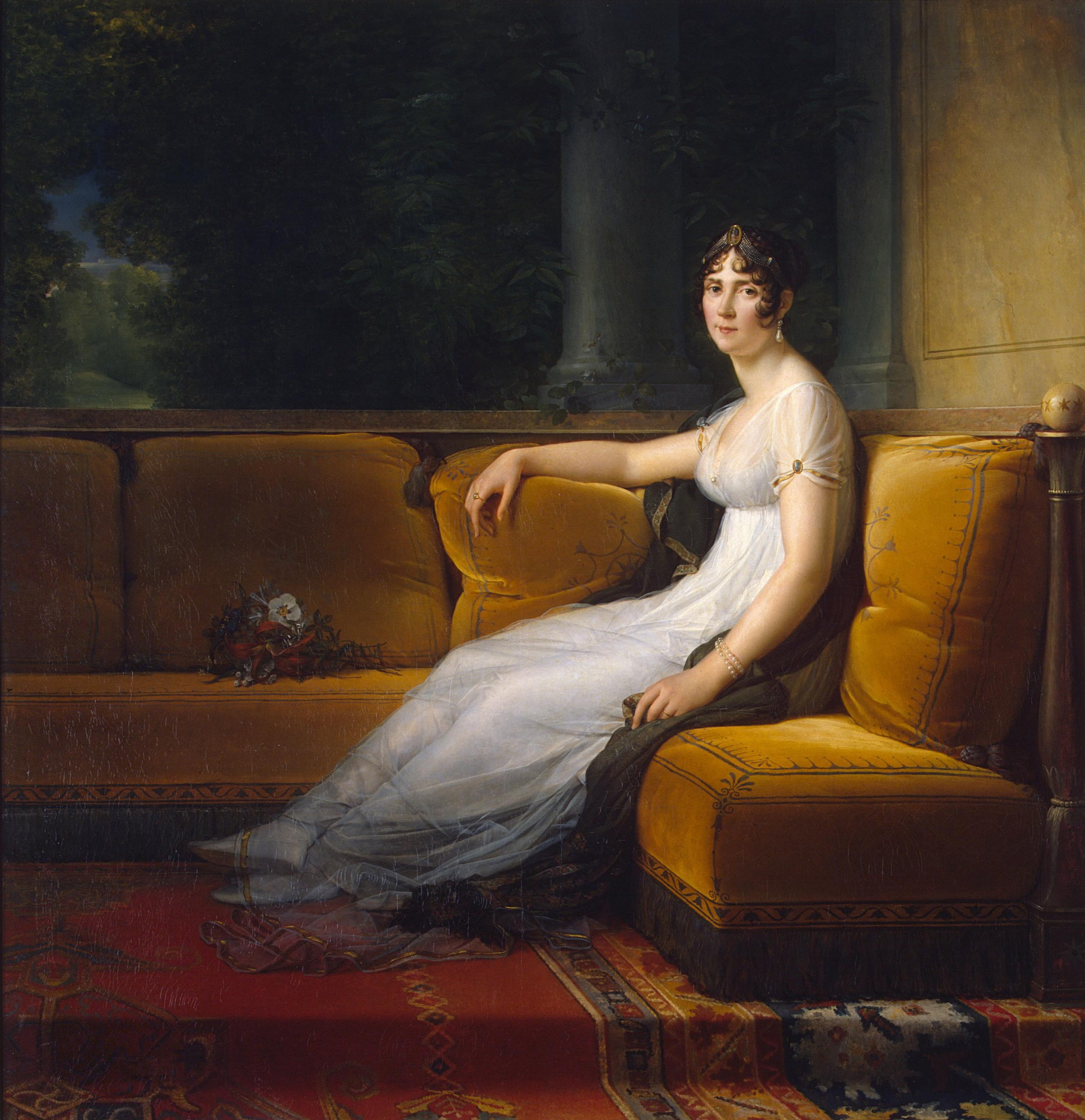
约瑟芬皇后肖像
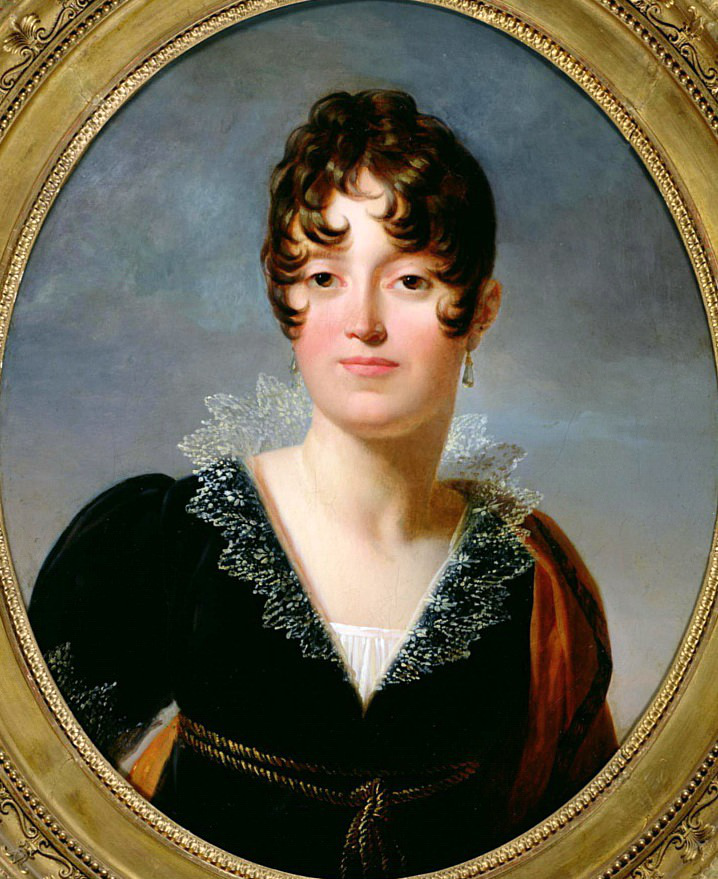
德茜蕾·克拉里肖像
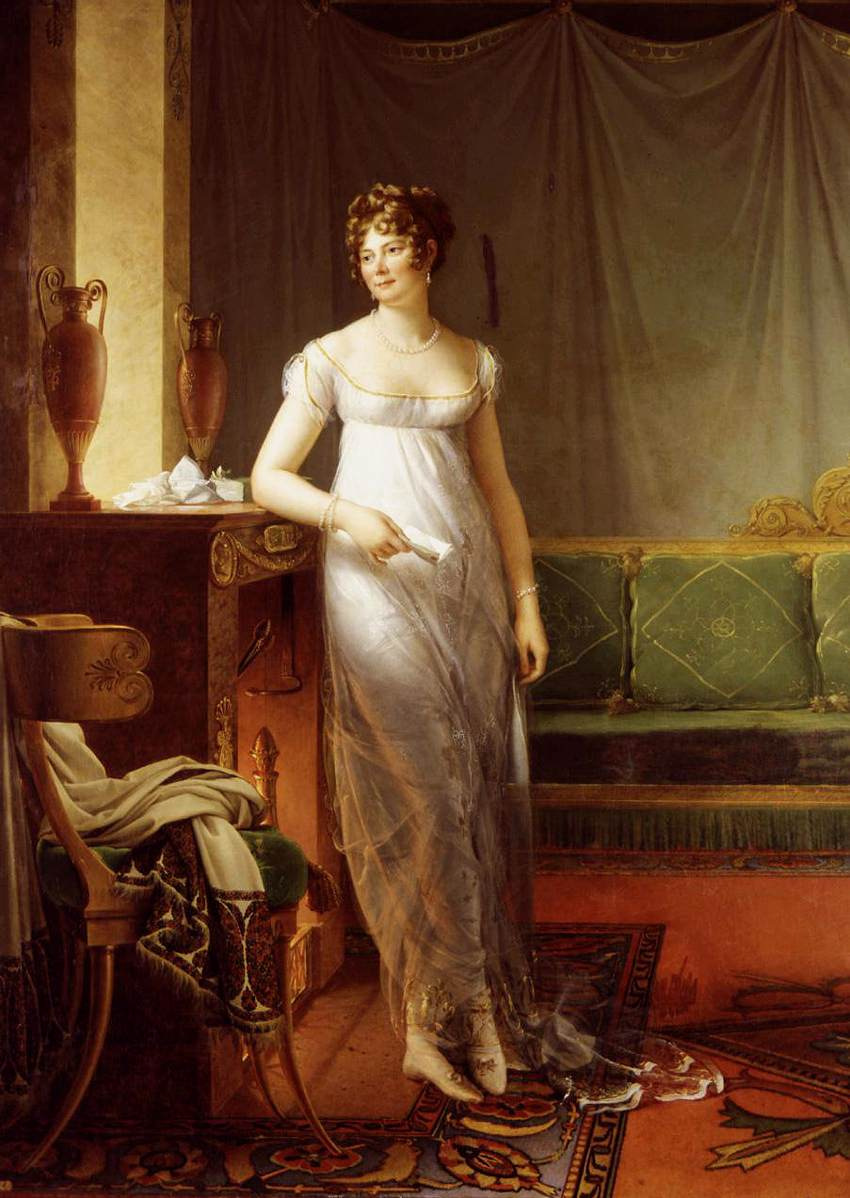
卡特琳·格朗肖像
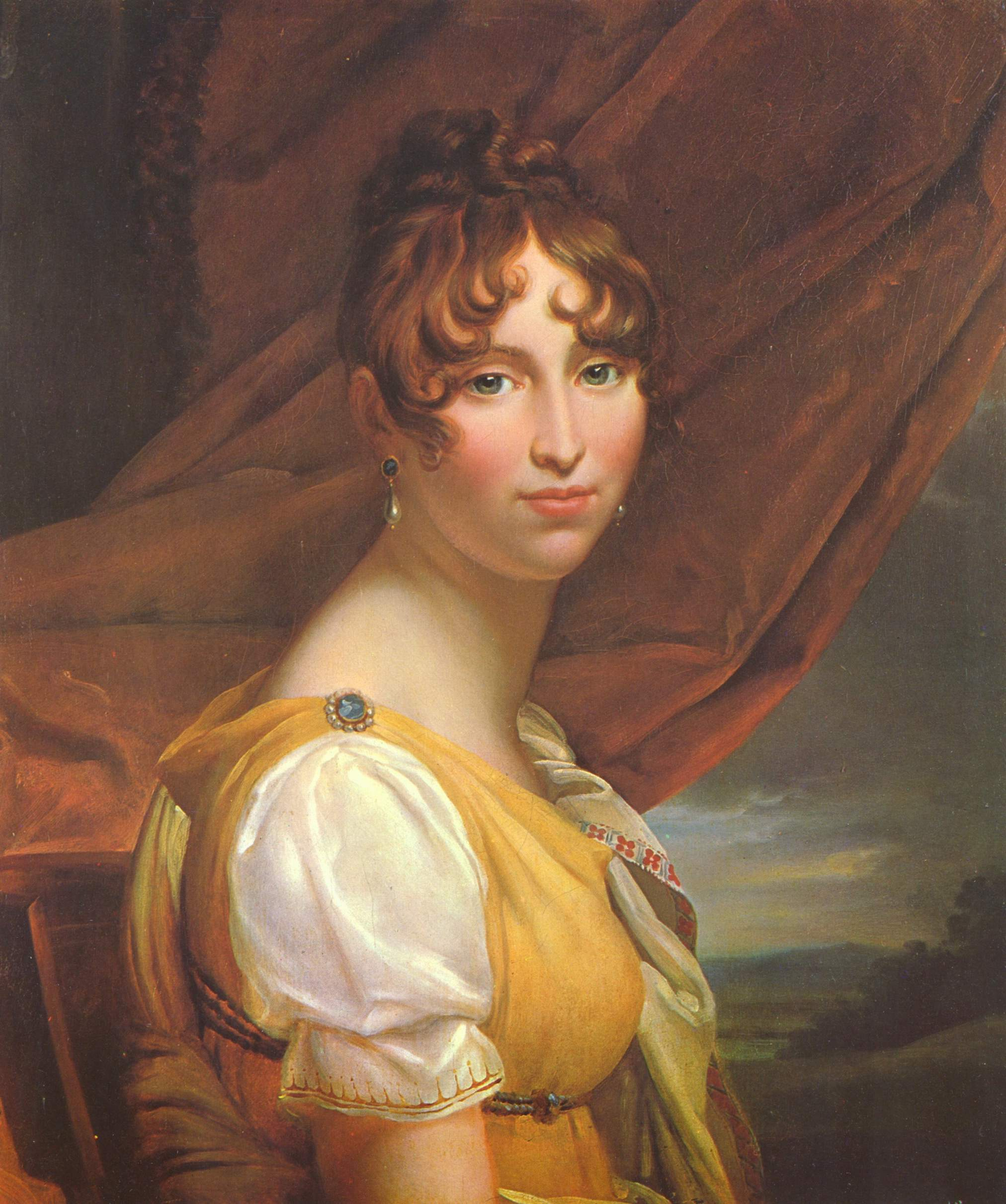
奧坦絲·德·博阿爾內肖像
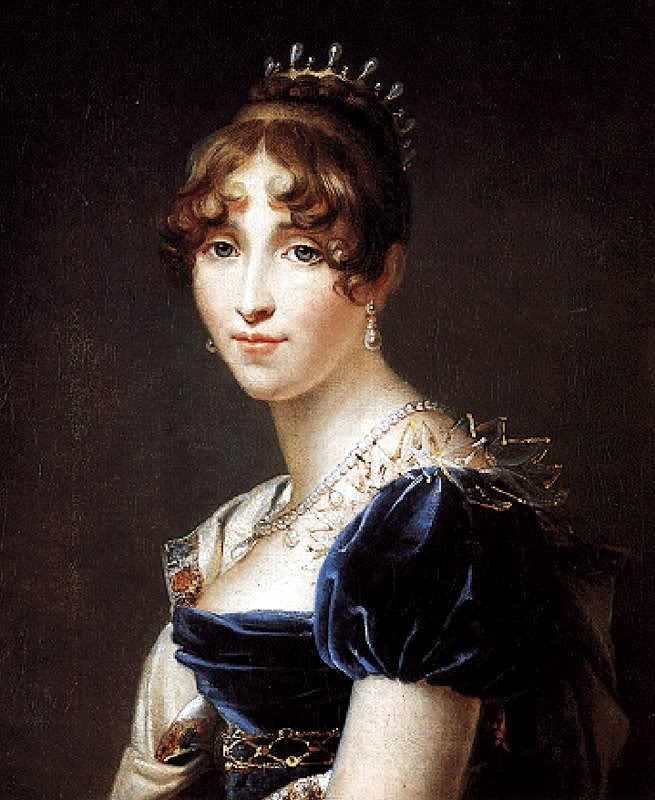
奧坦絲·德·博阿爾內肖像
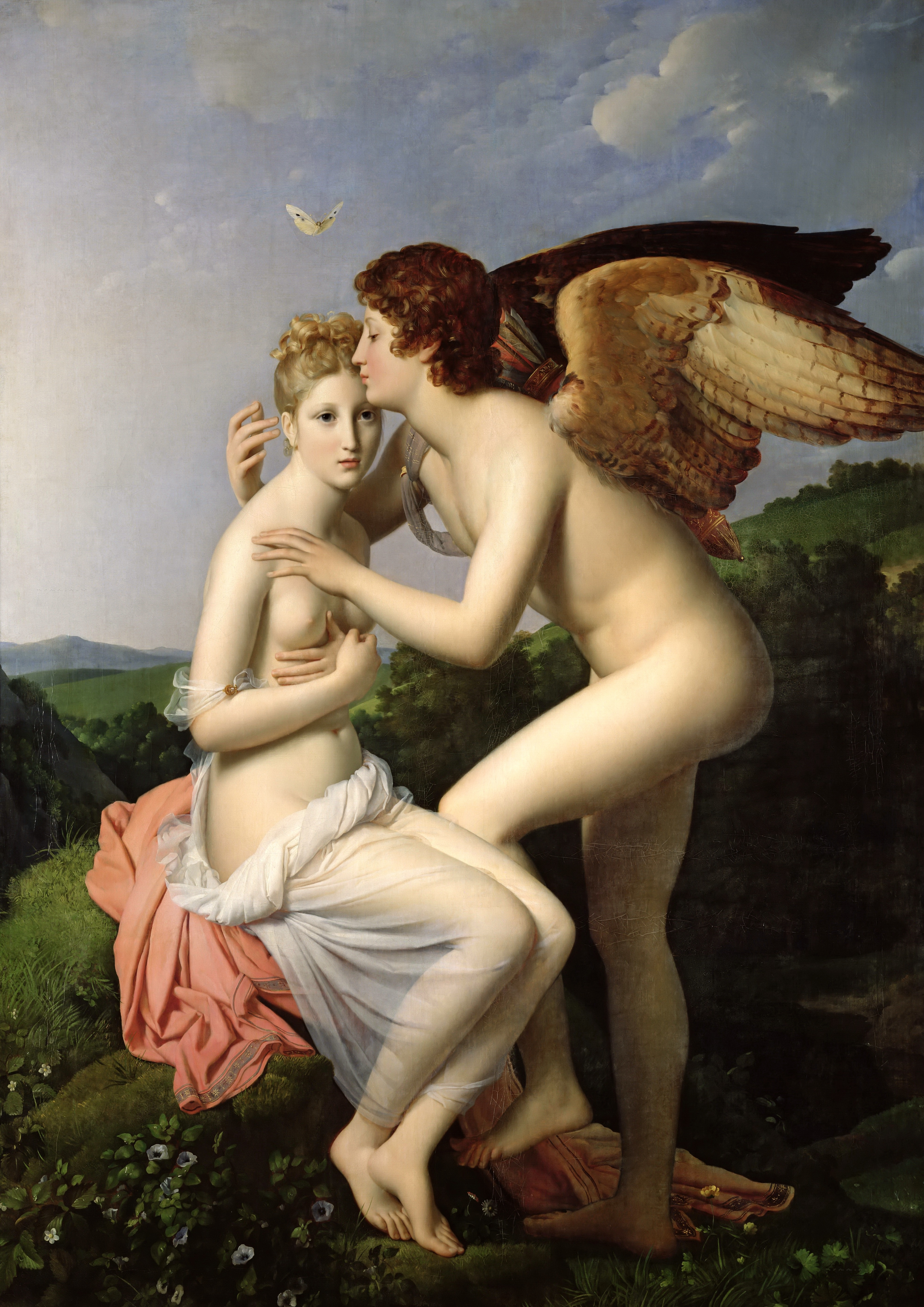
丘比特与普塞克
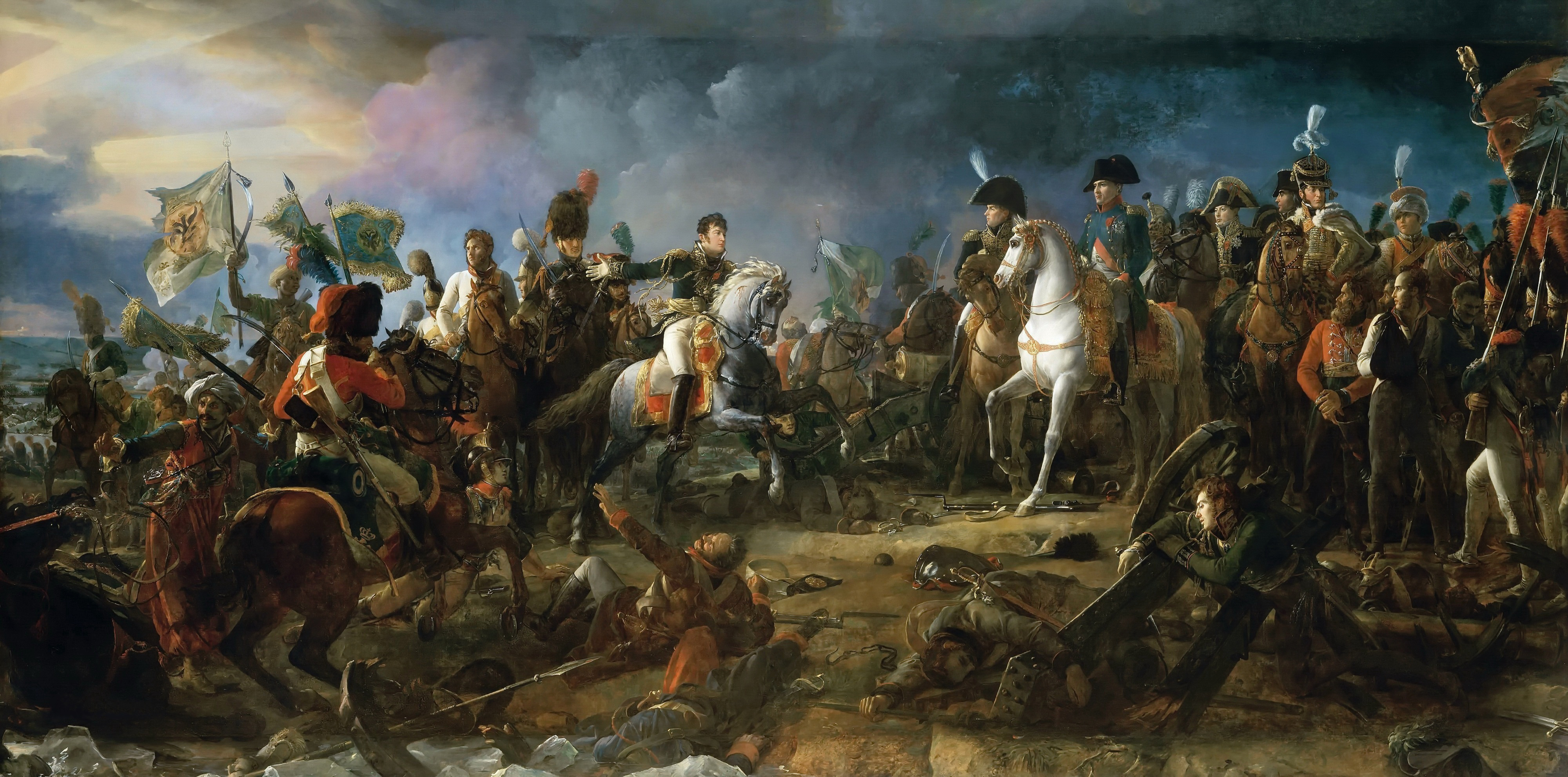
奧斯特利茨戰役中的拿破仑
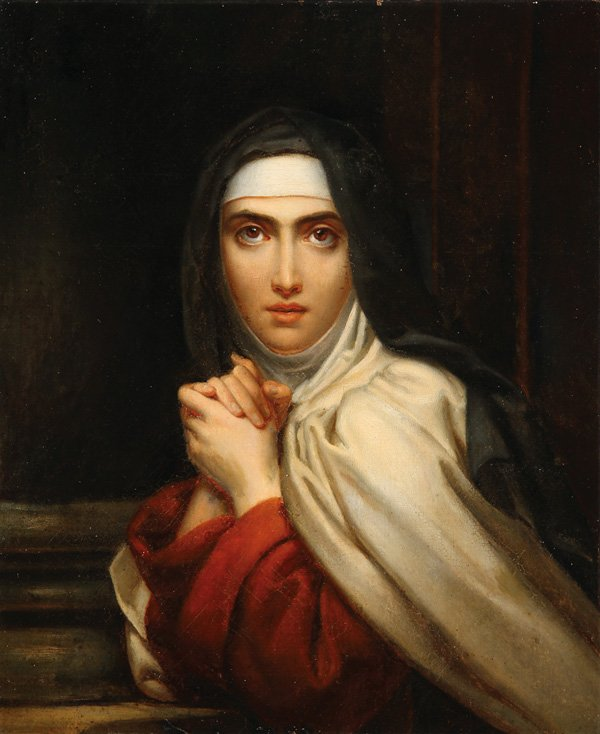
亞維拉的德蘭
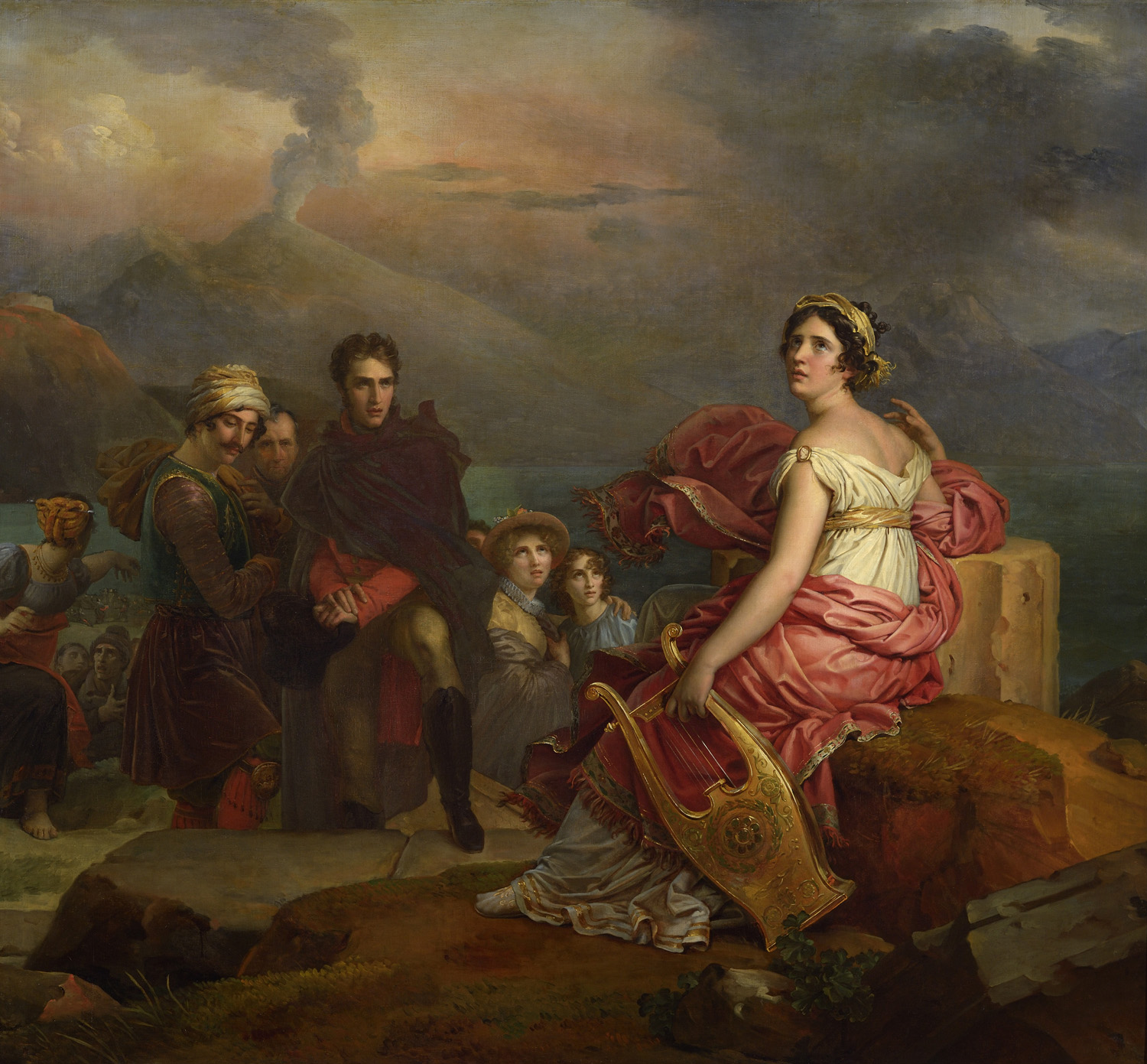
米塞诺角的科琳娜
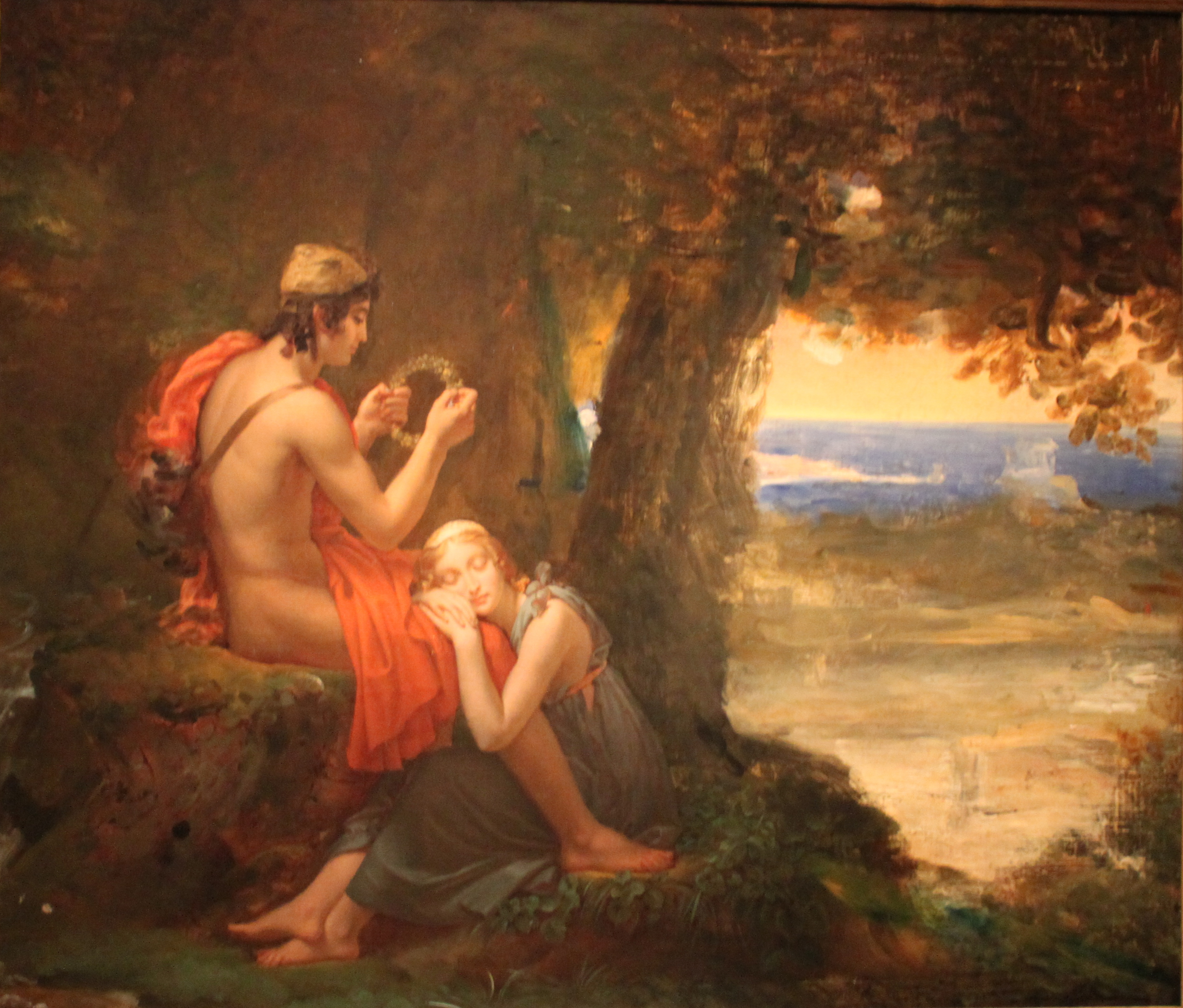
达夫尼與克罗埃
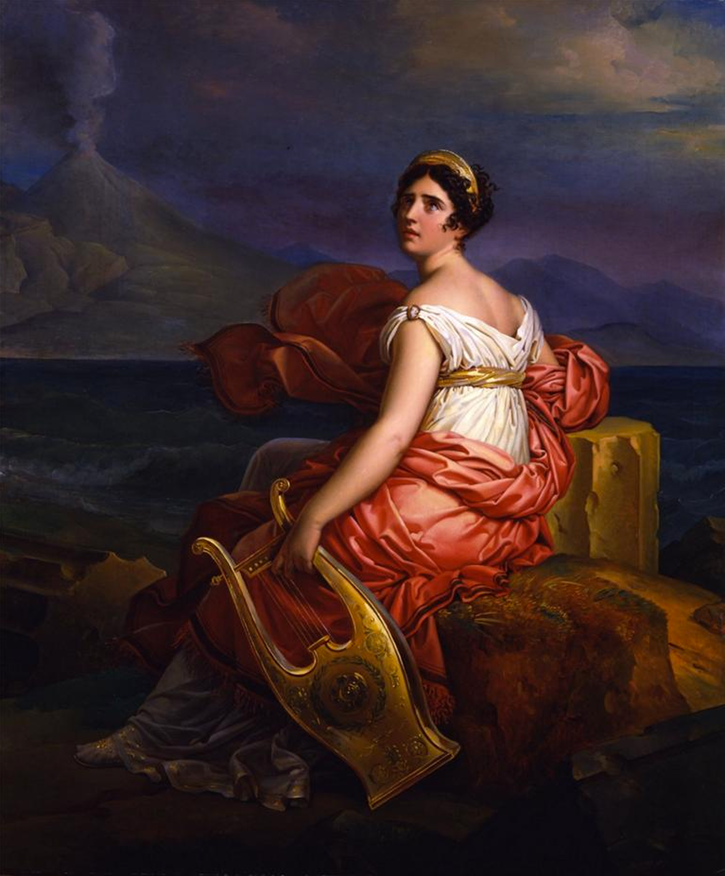
斯塔尔夫人饰演科琳娜